# Losing Control
"Losing Control" – singel wykonany przez projekt The Nycer wspólnie z Deecim, został napisany przez Didiera Canniccionia, wydany 25 października 2010 roku przez wytwórnię N.E.W.S. i Ultra Records. Do utworu nakręcono teledysk.

## Wydanie na albumach
| Album                 | Data wydania      | Wytwórnia | Format | Nr. Katalogowy          |
| --------------------- | ----------------- | --------- | ------ | ----------------------- |
| In Extremix 2010.2    | 15 listopada 2010 | N.E.W.S.  | CD     | 541032CD / N01.A032.020 |
| VT4 Winter Vibes 2010 | 26 listopada 2010 | N.E.W.S.  | CD     | 541035CD                |
| Top Selection 12      | 17 stycznia 2011  | N.E.W.S.  | CD     | 541044CD / N01.A044.020 |
| Serious Beats 65      | 31 stycznia 2011  | N.E.W.S.  | CD     | 541046CD / N01.A046.025 |

## Lista utworów
- Singel promocyjny, digital download (25 października 2010)[1]

1. "Losing Control" (Radio Edit Full Vocal Mix) – 3:02

## Notowania na listach przebojów
Singel po raz pierwszy został odnotowany na belgijskiej liście przebojów Ultratip 13 listopada 2010 roku, singel osiągnął dwunastą pozycję.
| Kraj/Region      | Lista (2010) | Najwyższa pozycja |
| ---------------- | ------------ | ----------------- |
| Belgia (Walonia) | Ultratip     | 12                |